# Bustillo del Oro
Bustillo del Oro is een gemeente in de Spaanse provincie Zamora in de regio Castilië en León met een oppervlakte van 15,36 km². Bustillo del Oro telt 87 inwoners (1 januari 2016).

## Demografische ontwikkeling
Bron: INE, 1857-2011: volkstellingen